# Emma P. Carr
Pour les articles homonymes, voir Carr.
Emma Perry Carr (23 juillet 1880 - 7 janvier 1972) est une spectroscopiste et enseignante en chimie américaine.
En 1937, elle reçoit la médaille Garvan-Olin.
Elle reçoit le prix James Flack Norris pour son travail en enseignement de la chimie en 1957.

## Biographie

### Enfance et formation
Elle naît à Holmesville, Ohio, troisième enfant d'Edmund et Anna Emma Carr. Son père et son grand-père étaient tous deux des médecins de campagne qui prônaient l'éducation. Elle est allée au lycée à Coshocton, Ohio.
Elle fréquente l'Ohio State University de 1898 à 1899. Elle fréquente le Mount Holyoke College de 1900 à 1902, où elle travaille comme assistante au département de chimie jusqu'à ce qu'elle aille à l'université de Chicago pour sa dernière année de chimie physique. Elle obtient son B.S. de l'université de Chicago en 1905. Elle enseigne pendant deux ans au Mount Holyoke College avant de retourner à Chicago pour préparer son doctorat, qu'elle obtient de l'université de Chicago en 1910,.

### Carrière
Elle commence à enseigner la chimie au Mount Holyoke College en 1910. Elle devient présidente du département de chimie en 1913,,.
Elle a pu mettre en place un programme de recherche étudiant les spectres ultraviolets des hydrocarbures, et a établi un lien entre les fréquences des absorptions et le changement d'enthalpie de combustion du composé,. Elle a également participé aux tables critiques internationales du Conseil international de la recherche, où elle travaille avec le professeure Victor Henri de l'Université de Zurich,.
Emma Carr était une pionnière dans l'utilisation des spectres ultraviolets des molécules organiques comme moyen d'étudier leurs structures électroniques. Elle dirige l'un des premiers groupes de recherche en collaboration impliquant des professeurs, des étudiants diplômés et des étudiants de premier cycle.
Alors qu'elle allait concentrer ses études en histoire, c'est en prenant un cours de chimie, une matière forte du Mount Holyoke, donné par Emma P. Carr, que la future chimiste Rachel Fuller Brown décide de sa vocation. En 1950, Rachel Fuller Brown est responsable de la co-découverte de la nystatine, un antifongique classé comme médicament essentiel par l'Organisation mondiale de la santé.
Elle prend sa retraite en 1946. Lorsque sa santé commence à décliner, elle est placée dans une maison de soins à Evanston, dans l'Illinois, plus proche de son neveu, James Emma Carr, et du reste de sa famille. Elle meurt d'une insuffisance cardiaque le 7 janvier 1972,.

## Honneurs
Emma Carr est la première récipiendaire en 1937 de la médaille d'or Francis P. Garvan de l'American Chemical Society (ACS), créée « pour reconnaître les services distingués rendus à la chimie par des femmes chimistes ». Elle a également reçu le prix James Flack Norris pour l'excellence de l'enseignement de la chimie de la section nord-est de l'ACS au printemps 1957 (avec sa collègue Mary Lura Sherrill).
Le laboratoire Emma Carr du Mount Holyoke College est nommé en son honneur en 1955. Le bâtiment scientifique est rouvert à l'automne 2002 après avoir été rénové et reconstruit selon les critères du Leadership in Energy and Environmental Design (LEED) pour la construction écologique.

## Publications (sélection)
- (en) Emma P. Carr et C. Pauline Burt, « The Absorption Spectra of some Derivatives of Cyclopropane », J. Am. Chem. Soc., vol. 40, no 10,‎ 1918, p. 1590–1600 (DOI 10.1021/ja02243a009).
- (en) Emma P. Carr, « A Relation between Ultra-violet Absorption Spectra and Heats of Combustion », Nature, vol. 125, no 3146,‎ 1930, p. 237 (DOI 10.1038/125237a0 , Bibcode 1930Natur.125..237C).
- (en) Emma P. Carr, « Electronic Transitions in the Simple Unsaturated Hydrocarbons », Chem. Rev., vol. 41, no 2,‎ 1947, p. 293–99 (PMID 18901145, DOI 10.1021/cr60129a008).
- (en) Emma P. Carr, « Research in a liberal arts college », J. Chem. Educ., vol. 34, no 9,‎ 1957, p. 467 (DOI 10.1021/ed034p467, Bibcode 1957JChEd..34..467C).